# Ex vivo

Ex vivo (с лат. — «из жизни»), означает «то, что происходит вне организма», то есть проведение экспериментов в живой ткани, перенесённой из организма в искусственную внешнюю среду. Наиболее распространённая техника ex vivo использует живые клетки или ткани, извлечённые из живого организма и выращенные (сохранённые) в стерильных лабораторных условиях в течение нескольких дней или недель. Такие клетки служат образцами поведения организма в целом, как следствие — сокращается потребность в экспериментах над животными и человеком. Эксперименты ex vivo, как правило, проводятся in vitro, однако два эти термина не являются синонимами. В современном языке употребляется преимущественно в естественно-научных текстах и пишется курсивом.